# Distretto di Jinchuan
Il distretto di Jinchuan (金川区S) è un distretto della Cina, situato nella provincia del Gansu.